# Actinopus rufipes
Actinopus rufipes är en spindelart som först beskrevs av Lucas 1834.  Actinopus rufipes ingår i släktet Actinopus och familjen Actinopodidae. Inga underarter finns listade i Catalogue of Life.